# Championnat du monde junior de hockey sur glace 1993
Navigation
Édition précédente Édition suivante
La dix-septième édition du championnat du monde junior de hockey sur glace  a eu lieu entre décembre 1992 et janvier 1993.

## Contexte
24 nations ont participé à cette nouvelle édition du championnat du monde junior avec trois poules. Le groupe A a joué du 26 décembre 1992 au 4 janvier 1993 en Suède, le groupe B du 27 décembre au 5 janvier 1993 en Norvège et le groupe C du 30 décembre au 4 janvier au Danemark.
Le championnat est notamment parce que la nation de Tchécoslovaquie finissait à exister le 31 décembre 1992. L’équipe tchécoslovaque continuait comme l’équipe unie des nouveaux républiques tchèque et slovaque. Depuis le 1er janvier, le drapeau et l’hymne tchécoslovaques étaient remplacés par le drapeau et l’hymne de la Fédération internationale de hockey sur glace.

## Championnat du monde A
Les matchs du championnat du groupe A se sont joués à Falun et Gävle en Suède.

### Résultats du championnat A
| Équipes                                             | Can. | Suè. | Tch. | U.S.A. | Fin. | Rus. | All. | Jap. |
| --------------------------------------------------- | ---- | ---- | ---- | ------ | ---- | ---- | ---- | ---- |
| Canada                                              |      | 5–4  | 4–7  | 3–0    | 3–2  | 9–1  | 5–2  | 8–1  |
| Suède                                               | 4–5  |      | 7–2  | 4–2    | 9–2  | 5–1  | 4–2  | 20–1 |
| Tchécoslovaquie (1992) Tchéquie et Slovaquie (1993) | 7–4  | 2–7  |      | 6–5    | 2–5  | 1–1  | 6–3  | 14–2 |
| États-Unis                                          | 0–3  | 2–4  | 5–6  |        | 5–3  | 4–2  | 4–3  | 12–2 |
| Finlande                                            | 2–3  | 2–9  | 5–2  | 3–5    |      | 1–1  | 11–0 | 7–0  |
| Russie                                              | 1–9  | 1–5  | 1–1  | 2–4    | 1–1  |      | 4–0  | 16–0 |
| Allemagne                                           | 2–5  | 2–4  | 3–6  | 3–4    | 0–11 | 0–4  |      | 6–3  |
| Japon                                               | 1–8  | 1–20 | 2–14 | 2–12   | 0–7  | 0–16 | 3–6  |      |

### Classement du championnat A
|        | Équipe                                        | PJ | V | N | D | BP | BC |
| ------ | --------------------------------------------- | -- | - | - | - | -- | -- |
| Or     | Canada                                        | 7  | 6 | 0 | 1 | 37 | 17 |
| Argent | Suède                                         | 7  | 6 | 0 | 1 | 53 | 15 |
| Bronze | Équipe unie de la Tchéquie et de la Slovaquie | 7  | 4 | 1 | 2 | 38 | 27 |
| 4      | États-Unis                                    | 7  | 4 | 0 | 3 | 32 | 23 |
| 5      | Finlande                                      | 7  | 3 | 1 | 3 | 31 | 20 |
| 6      | Russie                                        | 7  | 2 | 2 | 3 | 26 | 20 |
| 7      | Allemagne                                     | 7  | 1 | 0 | 6 | 16 | 37 |
| 8      | Japon                                         | 7  | 0 | 0 | 7 | 9  | 83 |

## Championnat du monde B
Le championnat du monde B a eu lieu à Lillehammer et Hamar en Norvège.

### Résultats du championnat B
| Équipes  | Sui. | Nor. | Ita. | Aut. | Fra. | Pol. | Rou. | P.-Bas |
| -------- | ---- | ---- | ---- | ---- | ---- | ---- | ---- | ------ |
| Suisse   |      | 5–4  | 5–1  | 7–1  | 6–4  | 4–2  | 1–1  | 11–0   |
| Norvège  | 4–5  |      | 5–0  | 7–0  | 8–4  | 7–1  | 9–1  | 9–0    |
| Italie   | 1–5  | 0–5  |      | 3–1  | 6–3  | 0–0  | 7–3  | 6–1    |
| Autriche | 1–7  | 0–7  | 1–3  |      | 2–1  | 6–3  | 9–1  | 7–1    |
| France   | 4–6  | 4–8  | 3–6  | 1–2  |      | 4–3  | 5–2  | 5–3    |
| Pologne  | 2–4  | 1–7  | 0–0  | 3–6  | 3–4  |      | 5–3  | 3–4    |
| Roumanie | 1–1  | 1–9  | 3–7  | 1–9  | 2–5  | 3–5  |      | 5–1    |
| Pays-Bas | 0–11 | 0–9  | 1–6  | 1–7  | 3–5  | 4–3  | 1–5  |        |

### Classement du championnat B
|   | Équipe   | PJ | V | N | D | BP | BC |
| - | -------- | -- | - | - | - | -- | -- |
| 1 | Suisse   | 7  | 6 | 1 | 0 | 39 | 13 |
| 2 | Norvège  | 7  | 6 | 0 | 1 | 49 | 11 |
| 3 | Italie   | 7  | 4 | 1 | 2 | 23 | 18 |
| 4 | Autriche | 7  | 4 | 0 | 3 | 26 | 23 |
| 5 | France   | 7  | 3 | 0 | 4 | 26 | 30 |
| 6 | Pologne  | 7  | 1 | 1 | 5 | 17 | 28 |
| 7 | Roumanie | 7  | 1 | 1 | 5 | 16 | 37 |
| 8 | Pays-Bas | 7  | 1 | 0 | 6 | 10 | 46 |

## Championnat du monde C
Les matchs se sont joués à Odense et Esbjerg au Danemark.

### Premier tour
Groupe A
|   | Équipes       | Ukr. | Hon. | Cor. N. | Esp. |   | PJ | V | N | D  | BP | BC |
| - | ------------- | ---- | ---- | ------- | ---- | - | -- | - | - | -- | -- | -- |
| 1 | Ukraine       |      | 9–2  | 16–1    | 13–0 | 3 | 3  | 0 | 0 | 38 | 3  |    |
| 2 | Hongrie       | 2–9  |      | 5–5     | 8–1  | 3 | 1  | 1 | 1 | 15 | 15 |    |
| 3 | Corée du Nord | 1–16 | 5–5  |         | 3–3  | 3 | 0  | 2 | 1 | 9  | 24 |    |
| 4 | Espagne       | 0–13 | 1–8  | 3–3     |      | 3 | 0  | 1 | 2 | 4  | 24 |    |

Groupe B
|   | Équipes         | Dan. | Bul. | G.-Bre. | Cor. S. |   | PJ | V | N | D  | BP | BC |
| - | --------------- | ---- | ---- | ------- | ------- | - | -- | - | - | -- | -- | -- |
| 1 | Danemark        |      | 9–1  | 5–5     | 9–4     | 3 | 2  | 1 | 0 | 23 | 10 |    |
| 2 | Bulgarie        | 1–9  |      | 6–3     | 5–5     | 3 | 1  | 1 | 1 | 12 | 17 |    |
| 3 | Grande-Bretagne | 5–5  | 3–6  |         | 7–1     | 3 | 1  | 1 | 1 | 17 | 12 |    |
| 4 | Corée du Sud    | 4–9  | 5–5  | 1–7     |         | 3 | 0  | 1 | 2 | 10 | 21 |    |

### Matchs de classement
Tous les matchs se sont joués le 3 janvier dans la ville d’Odense.
- Septième place : Espagne 13 – 2 Corée du Sud
- Cinquième place : Grande-Bretagne 4 – 2 Corée du Nord
- Médaille de bronze : Hongrie 15 – 4 Bulgarie
- Médaille d’or : Danemark 3 – 8 Ukraine

### Classement du championnat C
|   | Équipe          |
| - | --------------- |
| 1 | Ukraine         |
| 2 | Danemark        |
| 3 | Hongrie         |
| 4 | Bulgarie        |
| 5 | Grande-Bretagne |
| 6 | Corée du Nord   |
| 7 | Espagne         |
| 8 | Corée du Sud    |

### Sources
- (de) Cet article est partiellement ou en totalité issu de l’article de Wikipédia en allemand intitulé « Eishockey-Weltmeisterschaft 1993 » (voir la liste des auteurs).